# Manel Fontdevila
Manel Fontdevila i Subirana (Manresa; 1965), que firma como Manel, es un historietista español, célebre por sus colaboraciones en la revista El Jueves, donde realizaba las series «Para ti, que eres joven», junto a Albert Monteys, y «La parejita S.A.», alternándolas con álbumes menos comerciales para Glénat.

## Biografía

### Inicios profesionales
Fontdevila inició su carrera a los quince años, colaborando con grupos ecologistas y asociaciones de vecinos y a partir de 1982, con el periódico local Regió 7.
En 1990, mientras estudiaba Bellas Artes en Barcelona, publica en la revista El Víbora y luego en Makoki, Cairo, Tótem y Viñetas.
En 1993, comenzó a publicar en la revista Puta Mili su serie Emilio/a. Para Camaleón Ediciones realiza las cinco entregas del fanzine Mr. Brain presenta (1993-1997), con Pep Brocal y Padu, el guion de ¡Hola Terrícola! (1994) para Pep Brocal y la surrealista Testimonio (1996), con guiones de Marcel. Colabora también en fanzines como Idiota y Diminuto.

### Madurez (desde 1995)
En 1995 inicia para la revista El Jueves, La Parejita, una serie costumbrista por la que ese mismo año recibió el Premio del Saló del Còmic de Barcelona al Mejor Guion. Dotado de estabilidad laboral, comienza él mismo a vivir en pareja.
En 1996 escribe el guion de A vie de Saint, que Alfonso López dibuja para la revista francesa Fluide Glacial.
Desde 1997 realiza también para El Jueves una segunda serie, Para ti, que eres joven, con Albert Monteys.
Entre los años 2000 y 2004 fue director del semanario El Jueves, al mismo tiempo que Glénat le publica la colección de historias cortas Mantecatos (2003), premio al Mejor Cómic del Saló de Barcelona de 2004, y Rosenda y otros momentos pop (2005), la cual fue un fracaso comercial.
En 2007, publica su álbum Súper Puta (Glénat), un proyecto personal que había ido desarrollando durante los dos años anteriores en el que aplica la escritura automática al cómic y abandona su colaboración en Regió 7 para iniciar una sección diaria de chistes en el periódico Público y colaborar con El Manglar. Fontdevila mantendría su sección en Público hasta el cierre de la edición en papel en 2012.
La obra de Fontdevila no ha estado exenta de polémicas. El 18 de julio de 2007, El Jueves presentó en portada una viñeta suya y de Guillermo Torres en la que figuraban explícitamente el príncipe Felipe y la princesa Letizia manteniendo relaciones sexuales, lo que supuso el secuestro de dicho número por orden del juez Juan del Olmo por un delito de injurias a la Corona, así como una multa de 3000 euros a ambos caricaturistas. El 5 de junio de 2009, Fontdevila publicó en su blog del diario Público una viñeta relativa al conflicto palestino-israelí, que fue calificada de antisemita por el Observatorio de Antisemitismo en España y mencionada en otros medios españoles.
Otra polémica, no relacionada con asuntos políticos, fue la originada por la publicación, el 4 de junio de 2011, de una viñeta en El Jueves, firmada por Fontdevila, en la que se ironizaba sobre el reciente accidente automovilístico de José Ortega Cano. El enfoque dado por Fontdevila fue criticado en los medios de tirada nacional debido a la gravedad de la situación clínica del torero. Ortega Cano conducía ebrio y a gran velocidad, matando al conductor del otro vehículo con el que chocó, por lo que acabaría siendo condenado a dos años, seis meses y un día de prisión. Al respecto, Fontdevila declaró: «[e]l chiste es mío, es un chiste salido de tono. Yo no soy un humorista fino, soy bruto, y prefiero pasarme por arriba. El chiste es animal y lo que pasa es que muchas veces hay un humor muy descafeinado».
En marzo de 2012 se anunció la incorporación de Fontdevila al nuevo proyecto periodístico de Ignacio Escolar, eldiario.es.

#### Abandono deEl Jueves
En junio de 2014, Fontdevila anunció su marcha de la revista después de que la editorial RBA no permitiera publicar una portada de su autoría en la que se hacía referencia a la abdicación del rey de España, Juan Carlos I. La editorial, en un primer momento, negó haber recibido presiones de Zarzuela y adujo que el retraso en la salida de la revista (que llegó a los kioskos un día más tarde de lo habitual) y el cambio de portada se habían debido a problemas técnicos. Sin embargo, otras fuentes aseguraron que se habían llegado a imprimir 60 000 ejemplares en el momento en que se dio la orden de sustituir la portada. A Fontdevila le acompañaron en su marcha otros dibujantes de la revista, como Albert Monteys, Paco Alcázar y Bernardo Vergara. Junto a dichos dibujantes publicó el 18 de junio, el día anterior a la coronación de Felipe VI, un cómic digital especial para la ocasión llamado Orgullo y satisfacción que pasó a convertirse en publicación digital mensual en septiembre de 2014. En junio de 2014 la revista satírica mensual Mongolia anunció la incorporación de estos dibujantes.

## Obra
| Años    | Título                                                    | Tipo                                           | Publicación              |
| ------- | --------------------------------------------------------- | ---------------------------------------------- | ------------------------ |
| 2003    | Lo más mejor de la parejita                               | Álbum recopilatorio                            | Ediciones El Jueves      |
| 2003    | Mantecatos                                                | Álbum recopilatorio                            | Glénat                   |
| 2005    | Rosenda y otros momentos pop                              |                                                | Glénat                   |
| 2007    | La parejita: las mentiras más hermosas                    | Álbum recopilatorio                            | Ediciones El Jueves      |
| 2007    | La parejita: cazadores de ofertas                         | Álbum recopilatorio                            | Ediciones El Jueves      |
| 2007    | Superputa                                                 | Novela gráfica                                 | Glénat                   |
| 10/2008 | La historia del cómic de E. H. Gombrich                   | Historieta corta, con guion de Santiago García | "Dos veces breve" n.º 16 |
| 2008    | La parejita: los inicios                                  | Álbum recopilatorio                            | Ediciones El Jueves      |
| 2008    | La parejita: guía para padres desesperadamente inexpertos | Álbum recopilatorio                            | Ediciones El Jueves      |
| 2010    | La parejita: ¡Somos padres, no personas!                  | Álbum recopilatorio                            | Ediciones El Jueves      |
| 10/2011 | Reunión                                                   | Libro de bocetos                               | ¡Caramba!                |
| 2013    | No os indignéis tanto                                     | Ensayo historietístico                         | Astiberri                |
| 2014    | Tengo hambre                                              | Historieta corta, con guion de Santiago García | ¡Caramba!                |